# Choquinha-de-barriga-ruiva
Formigueirinho-de-barriga-ruiva ou choquinha-de-barriga-ruiva (nome científico: Isleria guttata) é uma espécie de ave da família Thamnophilidae.
Pode ser encontrada nos seguintes países: Brasil, Guiana Francesa, Guiana, Suriname e Venezuela.
Os seus habitats naturais são: florestas subtropicais ou tropicais húmidas de baixa altitude.